# Pinguim-das-snares
O Pinguim-das-snares (Eudyptes robustus) é um pinguim da Nova Zelândia que se reproduz nas Ilhas Snares, a sudoeste da Ilha Sul.

## Morfologia
É um pinguim pequeno, que mede entre 50 a 70 cm e pesa de 2,5 a 4 kg. É preto no dorso e branco no ventre. Tem penachos amarelos a fazer de sobrancelhas que se prolongam para lá da cabeça. Tem olhos vermelhos e um bico laranja-acastanhado rodeado por pele rosada.

## Reprodução
As colónias mais numerosas encontram-se na Ilha Nordeste, a principal ilha do grupo das Ilhas Snares, enquanto que outras colónias se encontram na Ilha Broughton, assim como na rochosa Cadeia Ocidental. Estes pinguins reproduzem-se no verão, quando o tempo é mais brando.

## Alimentação
As suas presas principais são o krill (60% da dieta), lulas (20%) e pequenos peixes (20%).

## Estado
A espécies está actualmente classificada como vulnerável pela IUCN. A população atual é estimada em 30 000 pareceiros aptos para a reprodução.